# Bulbophyllum pachyrachis
Bulbophyllum pachyrachis är en orkidéart som först beskrevs av Achille Richard, och fick sitt nu gällande namn av August Heinrich Rudolf Grisebach. Bulbophyllum pachyrachis ingår i släktet Bulbophyllum och familjen orkidéer. Inga underarter finns listade i Catalogue of Life.